# Fiodorovskoïe (oblast de Léningrad)
Fiodorovskoïe (en russe : Фёдоровское, en finnois : Possai) est une commune urbaine du raïon de Tosno de l'oblast de Léningrad, en Russie. Il est le centre administratif de l'établissement urbain de Fiodorovskoïe. Sa population s'élevait à 4 663 habitants en 2024.    

## Géographie
Fiodorovskoïe est située dans l'oblast de Léningrad, un sujet de Russie européenne qui fait partie du district fédéral du Nord-Ouest. La localité se trouve dans le raïon de Tosno, une des raïons de l'oblast, et fait partie de l'établissement urbain de Fiodorovskoïe, une municipalité du raïon, dont il est le chef-lieu,,.
Fiodorovskoïe, comme tout l'oblast de Léningrad, est située dans le fuseau horaire MSK (heure de Moscou). Le décalage horaire appliqué par rapport au temps universel coordonné est +03:00.

## Démographie
Recensements (*) et estimations de la population,:
| 2002* | 2010* | 2021* | 2024  |
| ----- | ----- | ----- | ----- |
| 3 028 | 2 906 | 4 763 | 4 663 |